# 女孩與機器人
女孩與機器人（英語：The Girl and The Robots）為台灣電子流行三人組，由團長Jungle、蛋、Riin（三人皆是台灣大學校友）成立於2008年，曲風融合電氣、搖滾精神與跳舞節拍。其中主唱Riin兼通中、英、日三語，鍵盤手蛋曾是許多樂團的御用鍵盤手，團長Jungle曾擔任過周杰倫的錄音師，並演出《陽光宅男》以及《免費教學錄影帶》MV的男主角。

## 樂團簡介
女孩與機器人是台灣少數的電子流行（Electronic Pop）樂團。2009年10月發行首支單曲《昨天 Lost In Yesterday》及MV，即受到矚目。2010年3月發行第二張單曲《兩吋半舞曲》，2011年1月發行首張專輯《Miss November》，2011年11月發行限量單曲《搖籃曲》。2012年11月發行第二張專輯《平行宇宙》。
時常於全台各大live house（Legacy、河岸留言、The Wall、高雄駁二......等等）及音樂節（台灣樂團節、搖滾台中樂團節、北京草莓音樂節、墾丁春浪音樂節、亞洲女子搖滾音樂祭、台北捷運出口音樂節、板橋音樂文化節......等等）演出。2012年6月與白目樂隊、Go Chic代表台灣參加德國「科隆音樂節」，同時入圍第23屆金曲獎「最佳新人獎」。

## 音樂作品

### 專輯
| 年份           | 專輯               | 歌曲 |
| 2011年1月14日  | Miss November      | 曲目 1. Hello Girl, Hello Robots ! 2. My Boy 3. 兩吋半舞曲 4. Spinning Around 5. 太多再見 6. 機器戀人 7. 遺憾，你不懂 8. The Calling Of love 9. 為所欲為 10. 昨天 11. 看不見的夜 12. 夢游 |
| 2012年11月30日 | 平行宇宙           | 曲目 1. 平行宇宙 2. 在花園中 3. 午夜飛行 4. 單人探戈 5. Hypnosis 6. 魚 7. You Play The Drums 8. Who Plays The Drums? 9. 超過 10. 等待 11. 沉默 feat. 吳柏蒼 12. 別醒來我們正在party 13. The Dawn |
| 2012年11月30日 | 平行宇宙/ 電遊時空 | disc 1 曲目 1. 平行宇宙 2. 在花園中 3. 午夜飛行 4. 單人探戈 5. Hypnosis 6. 魚 7. You Play The Drums 8. Who Plays The Drums? 9. 超過 10. 等待 11. 沉默 feat. 吳柏蒼 12. 別醒來我們正在party 13. The Dawn disc 2 曲目 1. 魚（Remix） 2. You Play The Drums (Remix) 3. 單人探戈 (Remix) 4. 等待(Remix) 5. 超過(Lemongrass mix) 6. 別醒來我們正在Party （Remix） 7. 沈默(Remix) 8. 平行宇宙 (Stardust Mix) 9. 在花園中 (Remix) |
| 2019年11月29日 | 密室逃脫           | 曲目 1. Hello Again 2. 午夜快車 3. 不讓你 4. 密室逃脫 5. 偷 6. 你們自己玩遊戲 7. 壞習慣 8. 熱氣球 9. 微交往 10. 美好生活比較好 |

### 單曲
| 年份          | 專輯                                                 | 歌曲 |
| 2013年6月28日 | 【潮溼的緩慢的你】(女孩與機器人x絲襪小姐)            | 1. 潮溼的地板 2. Slow |
| 2012年8月15日 | 【Summer Dance】（星巴克Refreshers限量）             | 1. Intro - Cold Showers 2. Summer Dance 3. Summer Dance Moombahton Remix By DJ NOODLES 4. Black And White (「兩吋半舞曲」原曲Demo) |
| 2011年11月    | 【搖籃曲】(非賣品)                                   | 1. 搖籃曲 |
| 2011年1月14日 | 【My Boy】(英文版)（隨Miss November初回版 限量附送） | 1. My Boy (英文版) |
| 2010年3月8日  | 【兩吋半舞曲】                                       | 1. 兩吋半舞曲 2. 愛的電波 3. 兩吋半舞曲（Victor Cheng Remix）                                                                      |
| 2009年10月1日 | 【昨天 Lost In Yesterday】                           | 1. Lost In Yesterday 2. berry mix by berry 3. ARNY MIX BY ARNY                                                                     |

## 獲獎及入圍
- 2010年：入選 StreetVoice「The Next Big Thing 2010 十大新團」。
- 2010年：第1屆金音創作獎入圍「最佳新人（團）」、「最佳樂團」、「最佳電音單曲」，並獲「最佳電音單曲」獎（《昨天 Lost In Yesterday》）。
- 2011年：榮獲第2屆金音創作獎「最佳電音專輯」（《Miss November》）。
- 2012年：第23屆金曲獎入圍「最佳新人獎」。
- 2013年：榮獲第4屆金音創作獎「最佳電音專輯」（《平行宇宙 Parallel Universe》）、「最佳電音單曲獎」（《平行宇宙》）

## 連結
- The Girl and The Robots（页面存档备份，存于）（Blogger）
- The Girl and The Robots（页面存档备份，存于）（facebook）
- 女孩與機器人（StreetVoice）